# Turismo de negocios

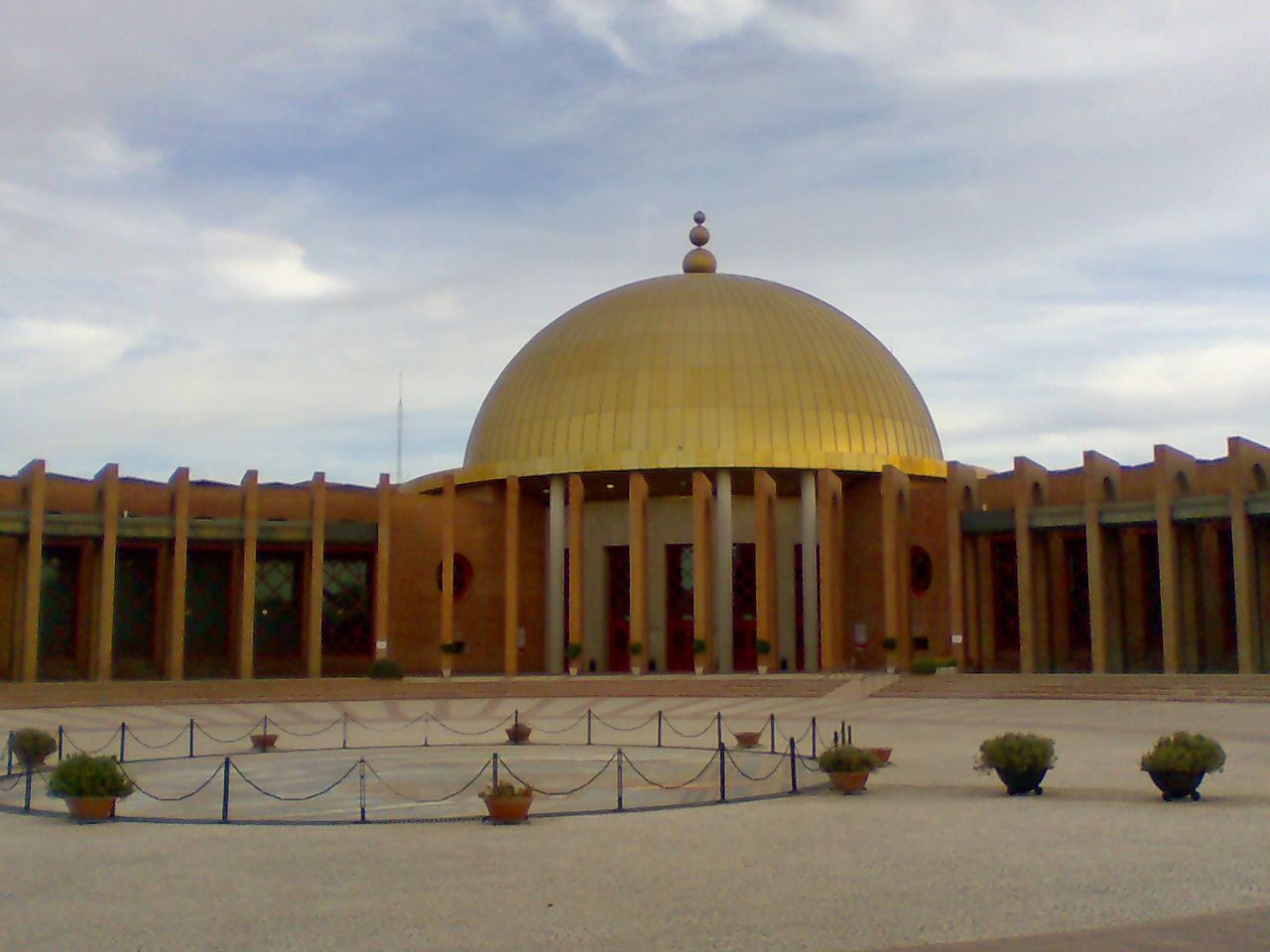
Palacio de Congresos y Exposiciones (FIBES) de Sevilla, España.

El turismo de negocios o viajes de negocios es un subconjunto más limitado y enfocado de turismo regular. Durante los viajes de negocios, los individuos todavía están trabajando y siendo pagados, pero lo están haciendo tan lejos, tanto de su lugar de trabajo como del lugar de residencia.
Algunas definiciones de turismo tienden a excluir a los viajes de negocios. Sin embargo, la Organización Mundial del Turismo (OMT), define los turistas como la gente "viajando y permaneciendo en lugares distintos al de su entorno habitual, por no más de un año consecutivo por ocio, negocios u otros propósitos".
Las actividades primarias de turismo de negocios incluyen: reuniones, conferencias asistidas y exposiciones. A pesar del término "negocio" en turismo de negocios, cuando los individuos de organizaciones gubernamentales o sin fines de lucro se dedican a actividades similares, este es aún categorizado como turismo de negocios.

## Significado
Históricamente, el turismo de negocios, tiene una historia tan larga como la del comercio internacional. A finales del siglo XX, el turismo de negocios es visto como una industria importante.
Según los datos de 1998 de la Autoridad Turística Británica y el Consejo Nacional de Turismo, el turismo de negocios representó aproximadamente el 14% de todos los viajes a Reino Unido y el 15% del mercado turístico dentro del Reino Unido. Una estimación de 2005, sugirió que esos números para el Reino Unido, podrían acercarse al 30%. Sharma (2004) citó que la OMT estimó que el turismo de negocios representa el 30% del turismo internacional, que a través de su importancia varía considerablemente entre los diferentes países.

## Características
En comparación con el turismo regular, los negocios implican una parte más pequeña de la población, con diferentes motivaciones y restricciones adicionales de libertad de elección impuestas a través de los aspectos de los negocios. Los destinos de turismo de negocios son mucho más propensos a ser áreas significativamente desarrolladas para fines comerciales (ciudades, regiones industriales, etc.). Un turista de negocios promedio es más rico que un turista de ocio, y se espera que gaste más dinero.
El turismo de negocios se puede dividir en actividades primarias y secundarias. Las primarias están relacionadas con las empresas (trabajo), e incluyen actividades tales como: consultas, inspecciones y reuniones asistidas. Las secundarias están relacionados con el turismo (ocio), e incluyen actividades tales como: salir a cenar, recreación, ir de compras, visitar lugares, conocer a otros para actividades de ocio, etc. Aunque las primarias son consideradas más importantes, las secundarias, sin embargo, son  descritas a menudo como "sustanciales".
El turismo de negocios puede implicar viajes individuales y en grupos pequeños, y los destinos pueden incluir de pequeñas a grandes reuniones, abarcando convenciones y congresos, ferias comerciales y exposiciones. En los Estados Unidos, alrededor de la mitad del turismo de negocios implica asistir a una gran reunión de este tipo.
La mayoría de las instalaciones turísticas tales como: aeropuertos, restaurantes y hoteles son compartidos entre los turistas de ocio y de negocios, a través de una diferencia estacional, que es a menudo evidente (por ejemplo, el turismo de negocios puede utilizar esas instalaciones durante las épocas menos atractivas para los turistas de ocio, como cuando las condiciones climáticas son menos atractivas).
El turismo de negocios se puede dividir en:
- Viajes tradicionales de negocios o reuniones - destinados a las reuniones cara a cara con socios comerciales en diferentes lugares.[2][11]
- Viajes de incentivo - una gratificación de trabajo, dirigida a motivar a los empleados (por ejemplo, aproximadamente un tercio de las empresas británicas utilizan esta estrategia para motivar a los trabajadores).[2][6]
- Conferencias y exposiciones itinerantes - destinados a asistir a reuniones de gran escala. En un número estimado de 14.000 conferencias en todo el mundo (para 1994), los destinos principales son París, Londres, Madrid, Ginebra, Bruselas, Washington, Nueva York, Sídney y Singapur.[2][12]

Las palabras: reuniones, incentivos, conferencias y exposiciones, en el contexto del turismo de negocios, son abreviadas como MICE (Acrónimo inglés de Meetings, Incentive, Conferences and Exhibitions).